# Pierra Menta
La Pierra Menta (2.714 m s.l.m.) è una montagna delle Alpi del Beaufortain nelle Alpi Graie. Si trova nel dipartimento francese della Savoia. Il nome deriva dal patois Perrâ mentâ (che significa pietra montata) dalla sua caratteristica forma.
Secondo la leggenda il gigante Gargantua avrebbe dato un calcio alla Catena des Aravis ed una parte sarebbe venuta a collocarsi nelle Alpi del Beaufortain formando così la montagna.
Sulle montagne intorno si svolge annualmente dal 1985 l'omonima gara di sci alpinismo Pierra Menta, una corsa a tappe facente parte del circuito La Grande Course.